# Havana Affair
"Havana Affair" es una canción de la banda estadounidense de punk rock Ramones, de su disco homónimo de 1976. Fue compuesta por Dee Dee Ramone y Johnny Ramone alrededor de 1975, siendo una de las primeras canciones de la banda. También fue lado B del primer sencillo de la banda, Blitzkrieg Bop.

## Historia
La canción es una parodia de la Guerra Fría. Hace referencia a una conocida tira cómica de la revista Mad "Spy vs. Spy" (Espía contra espía) del dibujante cubano exiliado Antonio Prohias sobre dos espías, uno negro y otro blanco, que querían acabar el uno con el otro.

## Versiones
En 2003, Red Hot Chili Peppers grabó una versión del tema para el álbum tributo a los Ramones We're a Happy Family: A Tribute to the Ramones.
Onda Vaga grabó una versión del tema para su disco debut, Fuerte y Caliente.

## Personal
Ramones
- Joey Ramone - Voz
- Dee Dee Ramone - Bajo
- Johnny Ramone - Guitarra
- Tommy Ramone - Batería

Equipo de producción
- Craig Leon - Productor
- Tommy Ramone - Coproductor